# Moseleyův zákon

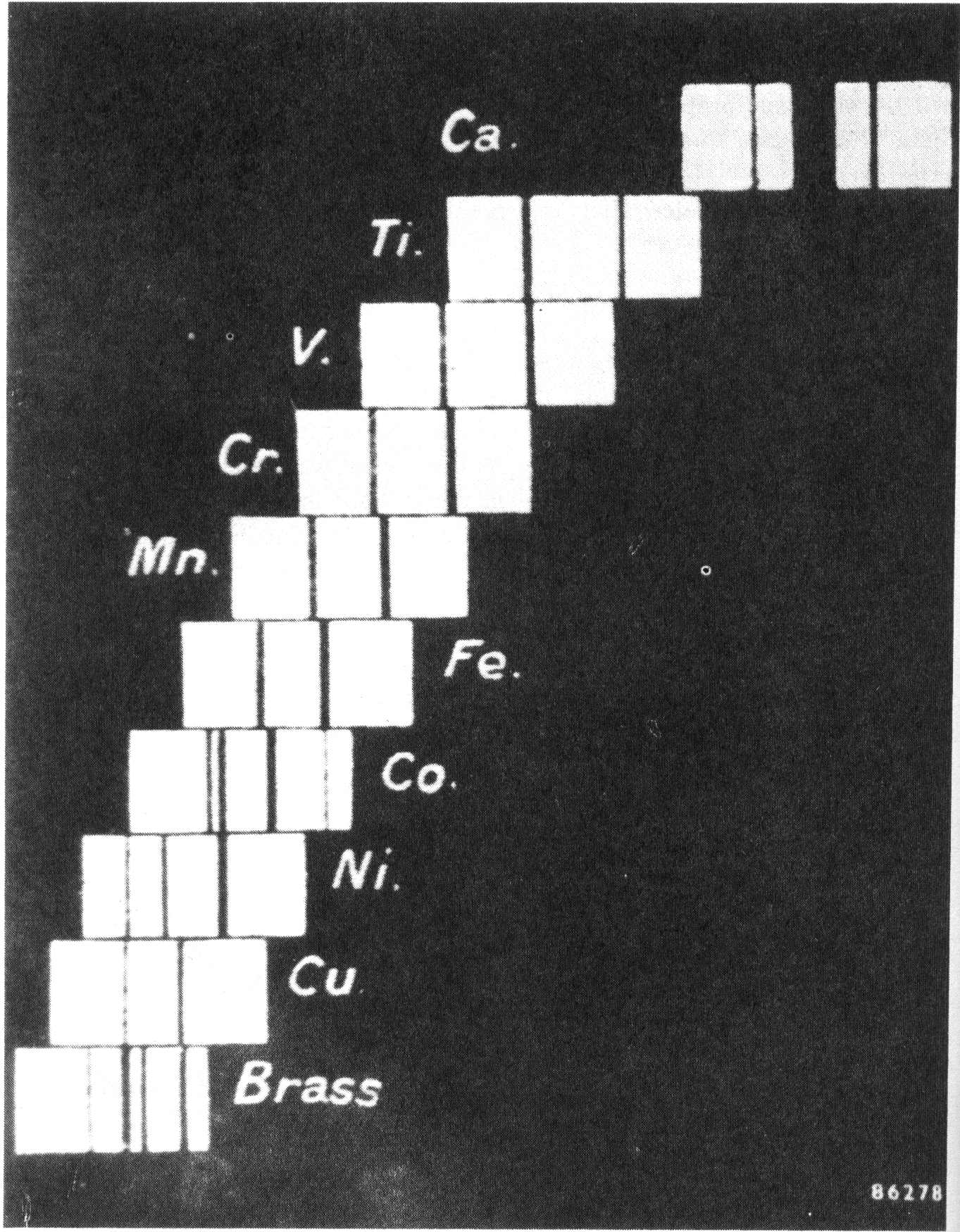
Moseleyův fotografický záznam charakteristických rentgenových emisních čar řady prvků od vápníku Ca až po měď Cu a zinek Zn.

Moseleyův zákon (podle svého objevitele anglického fyzika Henryho Moseleyho) je empirický zákon popisující rentgenové záření emitované atomy. Toto záření je emitováno při přechodu elektronu mezi sférami elektronového obalu atomu a je pro každý chemický prvek unikátní, neboť atom může absorbovat a následně emitovat pouze energii, která je rozdílem mezi sférou základní a excitovanou. Zákon zjednodušeně říká, že druhá odmocnina frekvence ({\displaystyle \nu }) emitovaného rentgenového záření je přibližně úměrná atomovému číslu prvku (Z).
Henry Moseley svůj zákon odvodil na základě pokusů, které prováděl na rentgenovém spektrometru v roce 1914. Empirický vztah mezi rentgenovými spektry a atomovými čísly (nyní protonovými čísly) prvků byl důkazem správnosti atomových čísel v Mendělejově periodické tabulce prvků a příspěvkem k popisu struktury elektronového obalu atomu. Na jeho základě předpověděl několik nových prvků a položil základy pro jeden z hlavních nástrojů chemické analýzy - rentgenovou spektrometrii.

## Vysvětlení zákona

### Absorpce záření
Max Planck objevil, že elektromagnetické záření předává svou energii při interakcích s jinými částicemi nespojitě, po takzvaných kvantech. Pro toto kvantum světla se vžil název foton a jev vyvolaný dopadem fotonu byl nazván fotoelektrický jev.
Pro světelnou energii obecně platí rovnice:
{\displaystyle E=h\nu =hc/\lambda }
kde
- {\displaystyle \lambda } je vlnová délka světla
- {\displaystyle \nu } je frekvence světla
- c je rychlost světla
- {\displaystyle h} je Planckova konstanta

Fotoelektrický jev platí i pro rentgenové záření, neboť při jeho průchodu látkou dochází k jeho absorpci. Pro atomy platí, že velikost absorpce závisí především na vlnové délce procházejícího záření a na atomovém čísle absorbující látky. Záření při dopadu předává energii elektronům na povrchu zkoumané látky a může uvolnit elektrony z vazby v obalu atomu, pokud hodnota této energie dosáhne určité hodnoty, která se nazývá ionizační energie. Dodáním energie menší než je ionizační, přejde atom ze stavu základního do stavu excitovaného, neboť se přesune na hladinu s vyšší energií.

Bohrův model atomu. Hlavní kvantové číslo (n) udává energii a číslo sféry, na které se daný elektron v atomovém obalu nachází.

### Emise záření
Při absorpci záření, které má nižší energii než je energie ionizační, jsou elektrony v elektronovém obalu atomu přeneseny do vyšších energetických hladin, než je jejich normální stav v nižších hladinách. Tento proces se nazývá excitace a jeho výsledkem je stav s větším obsahem energie než je stav základní - excitovaný stav elektronu.
Elektron tak přechází na zlomek sekundy na vyšší energetickou hodnotu, poté se vrátí do základního stavu a uvolní energii ve formě elektromagnetického záření. Tento proces se nazývá emise (emitace) záření.
Vysvětlení tohoto jevu podal už Bohrův model atomu. Podle něj se elektrony pohybují kolem jádra ve sférách určených hlavním kvantovým číslem (n), které nabývá hodnot 1-7 (sféry jsou také označeny písmeny K-Q). Nejblíže jádru je sféra K s hlavním kvantovým číslem n=1, nejvzdálenější je sféra Q s n=7. Ve sféře nejblíž jádru, má elektron nejnižší energii. Se zvyšující se hodnotou hlavního kvantového čísla se zvyšuje energie daného elektronu, neboť mezi ním a kladně nabitým jádrem jsou slabší přitažlivé síly.

## Odvození zákona

Graf Moseleyova zákona: vztah vlnové délky světla a atomového čísla

Moseley odvodil svůj zákon na základě Bohrova modelu atomu a empiricky podle emisních čar odpovídajících odmocninám rentgenových frekvencí a atomovému číslu daného prvku:{\displaystyle E=h\nu =E_{\text{i}}-E_{\text{f}}={\frac {m_{\text{e}}q_{\text{e}}^{2}q_{Z}^{2}}{8h^{2}\varepsilon _{0}^{2}}}\left({\frac {1}{n_{\text{f}}^{2}}}-{\frac {1}{n_{\text{i}}^{2}}}\right)}kde
- Ei je energie počáteční energetické hladiny
- Ef je energie konečné energetické hladiny
- {\displaystyle m_{\text{e}}} je hmotnost elektronu
- {\displaystyle q_{\text{e}}} je náboj elektronu
- {\displaystyle q_{Z}} je efektivní náboj jádra, který lze také zapsat jako {\displaystyle q_{e}(Z-b)}, kde Z je atomové číslo a b stínící konstanta. Pro elektrony z hladiny K (n = 1) platí, že stínící konstanta je přibližně rovná jedné b ≅ 1.
- {\displaystyle \varepsilon _{0}} je permitivita volného prostoru
- {\displaystyle n_{\text{i}}} je kvantové číslo počáteční energetické hladiny
- {\displaystyle n_{\text{f}}} je kvantové číslo konečné energetické hladiny

Předpokládá se, že konečná energetická hladina je nižší než počáteční energetická hladina.